# 蘇格蘭縣 (密蘇里州)
蘇格蘭縣（英語：Scotland County）是美國北卡羅萊納州東北部的一個縣，北鄰愛阿華州。面積1,138平方公里。根据美國2000年人口普查，共有人口4,983人。縣治孟斐斯 (Memphis)。
成立於1841年1月29日，縣名來自蘇格蘭。